# Paratrichius cruentus
Paratrichius cruentus är en skalbaggsart som beskrevs av Moser 1901. Paratrichius cruentus ingår i släktet Paratrichius och familjen Cetoniidae. Inga underarter finns listade i Catalogue of Life.